# Лавківська сільська рада
| Лавківська сільська рада — колишній орган місцевого самоврядування у Мукачівському районі Закарпатської області з адміністративним центром у с. Лавки. Сільській раді підпорядковані населені пункти: - с. Лавки |

## Склад ради
Рада складалася з 16 депутатів та голови.

## Керівний склад сільської ради
| ПІБ                         | Основні відомості                                                                                     | Дата обрання | Дата звільнення |
| --------------------------- | --- | ------------ | --------------- |
| Сікора Володимир Михайлович | Сільський голова, 1958 року народження, освіта, член Соціал-демократичної партії України (об'єднаної) | 26.03.2006   | 31.10.2010      |
| Сікора Володимир Михайлович | Сільський голова, 1958 року народження, освіта вища, безпартійний                                     | 31.10.2010   | 16.12.2012      |
| Хайнас Іван Петрович        | Сільський голова, 1951 року народження, освіта вища, член Партії регіонів                             | 16.12.2012   |                 |

Примітка: таблиця складена за даними джерела